# 소피아 카스트로
소피아 카스트로(Sofía Castro, 1994년 10월 30일 ~ )는 멕시코의 배우이다. 프로듀서 겸 배우 호세 알베르토 카스트로와 배우 겸 전직 멕시코 영부인 앙헬리카 리베라의 딸이다.